# Guillema I de Pallars Sobirà
Guillema I de Pallars Sobirà (? - 1250) fou comtessa de Pallars Sobirà (1199-1229).
Era la filla del comte Artau IV de Pallars Sobirà i la seva esposa Guillema. Fou germana petita de Bernat III de Pallars Sobirà i li succeí el 1182 a la seva mort sense descendents, quan encara era menor. Es casà, en primeres núpcies, amb Guillem d'Erill, senyor d'Erill. Es casà novament el 1217 amb Roger I de Coserans.
El 1229 Guillema I vengué el comtat de Pallars Sobirà per 15000 morabatins d'or al seu marit, amb la qual cosa s'inicià la dinastia comtal de Comenge o Coserans. Així mateix, pel fet de morir Guillema I sense descendents dels seus dos matrimonis foren els fills de Roger I amb la seva segona esposa els que passaren a controlar el comtat. A partir d'aquell moment Guillema demanà l'anul·lació del seu matrimoni i es retirà en un convent, on morí el 1250.